# International Association for Analytical Psychology
L'International Association for Analytical Psychology (Associazione Internazionale per la psicologia analitica, IAAP) è una organizzazione internazionale fondata nel 1955, con sede a Zurigo.
Scopo dell'associazione è la promozione della ricerca e lo sviluppo della psicologia analitica, così come la formazione scientifica, professionale ed etica degli psicologi che si rifanno alla disciplina fondata da Carl Gustav Jung.
La IAAP organizza congressi triennali, così come altri incontri accademici e clinici, con lo scopo dell'avanzamento della ricerca sulla psicologia del profondo.